# Acanthoplesiops naka
Acanthoplesiops naka  es una especie de pez de la familia Plesiopidae del orden de los perciformes.
Es un pez generalmente de color marrón con pequeñas manchas de color negruzco. El pedúnculo caudal y las puntas de las aletas son pálidas. Se puede distinguir de sus congéneres por el número único de espinas en la aleta dorsal (18).

## Distribución geográfica
Se conoce por un único espécimen de alrededor de 1 cm de largo estándar recogido en la Isla de Ofolanga, Tonga en 1993.